# 남군 (중국)
남군(南郡)은 중국의 옛 군이다. 군국제 시행 시의 왕국령으로는 임강국(臨江國), 강릉국(江陵國)이라고도 한다.

## 진
소양왕 29년(기원전 278), 진(秦)나라의 백기가 초(楚)나라를 공격해 초나라의 서울 영(郢)을 점령하고 남군을 설치했으며 동쪽으로 경릉까지 진출했다. 치소는 강릉현(지금의 장링현)이다. 다음은 문헌과 유물에서 밝혀낸 속현의 목록이다.
| 현명   | 한자   | 대략적 위치                                          | 비고 |
| ------ | ------ | ---------------------------------------------------- | --- |
| 강릉   | 江陵   | 후베이성 징저우시 경내                               | 상서 이야진간 52간문에 “소에서 강릉에 이르니 240리, 강릉에서 잔릉에 이르니 114리...”                                                                    |
| 안륙   | 安陸   | 후베이성 윈멍현 운몽초성(雲夢楚城)                   | 후베이 운몽 수호지 14호 진묘에서 출토된 도옹상에 찍힌 “안륙시정”(安陸市亭) 등                                                                           |
| 지강   | 芰江   | 후베이성 즈장시 북동                                 | 시안 상가항(相家巷)에서 출토된 진나라 봉니에 “지강승인”(芰江丞印)                                                                                       |
| 당양   | 當陽   | 후베이성 당양시 동                                   | 1979년 6월, 섬서성 우궁현(武功縣) 유펑진(游風鎮) 유펑촌(游風村)의 일수혈고묘에서 출토된 진나라 청동기 “당양”작(當陽勺)에 새겨진 “당양칠량”(當陽七兩) 등 |
| 사이   | 沙羡   | 후베이성 우한시 우창구 서 진구(金口)                 | 후베이에서 출토된 윈멍 룽강 진나라 간독문에 “9월 병신, 사이승(沙羡丞) 갑(甲), 사(史) 병(丙)이 사형[벽사(辟死)]를 면하고 서인이 되게 명령하다”           |
| 영     | 郢     | 후베이성 징저우시 영성고성(郢城古城)                 | 시안 상가항에서 출토된 진나라 봉니에 “영채금승”(郢采金丞)                                                                                               |
| 언     | 鄢     | 후베이성 이청현 “초황성”(楚皇城)                     | 상서 이야진간 52간문에 “언에서 소에 이르니 84리” 등 |
| 소     | 銷     | 후베이성 톈먼시 북동 소성유지(笑城遺址) 또는 그 부근 | 상서 이야진간 52간문에 “언에서 소에 이르니 184리, 소에서 강릉에 이르니 240리” 등                                                                        |
| 이도   | 夷道   | 후베이성 이두시                                      | 후베이 운몽 수호지 진묘 죽간 《어서》에 “남군수 등이 현과 도의 색부에게 이르다”                                                                         |
| 좌운몽 | 左雲夢 |                                                      | 시안 상가항에서 출토된 진나라 봉니에 “좌운몽승”(左雲夢丞), “우운몽승”(右雲夢丞)                                                                         |
| 우운몽 | 右雲夢 |                                                      | 시안 상가항에서 출토된 진나라 봉니에 “좌운몽승”(左雲夢丞), “우운몽승”(右雲夢丞)                                                                         |
| 임저   | 臨沮   | 후베이성 위안안현 북서                               | 서한 장가산한간 《질률》에 “임저” |
| 이릉   | 夷陵   | 후베이성 이창시                                      | 서한 장가산한간 《질률》에 “이릉” |
| 주릉   | 州陵   | 후베이성 훙후시 대성호고성(大城濠古城)               | 포산초간에 “주막오”(州莫囂) |
| 경릉   | 竟陵   | 후베이성 첸장시 북서                                 | |
| 약     | 鄀     | 후베이성 이청시 남동                                 | |
| 이려   | 伊廬   | 후베이성 샹양시 남서                                 | |
| 기     | 邔     | 후베이성 이청시 북쪽 경계                            | |

진한교체기에서는 부활한 초나라의 상주국 공오 등이 남군을 공략했고, 항우가 이 공적으로 인해 기원전 206년에 공오를 임강왕(臨江王)으로 삼아 남군을 다스리게 했다.

## 전한
고제 원년(기원전 206년)에 항우가 공오를 임강왕에 봉하면서 남군의 이름을 임강으로 고쳤다. 고제 5년(기원전 202년), 임강왕 공위가 한나라에 투항하고 임강나라가 멸망하면서 한나라는 임강의 이름을 다시 남군으로 고쳤다. 경제 2년(기원전 155년)에 임강애왕 유알우가 봉해지면서 이름을 임강으로 고쳤다가, 중2년에 임강민왕 유영이 아들 없이 죽어 봉국을 폐지하면서 되둘렸다. 또 한에서는 남군의 일부를 분할해 강하군을 신설했다.
형주에 속하였으며, 원시 2년(2년)의 인구조사에 따르면 호구 수 25,579호에 인구 수 718,514명이었다. 아래의 속현 목록은 한서 지리지의 순서를 따른 것으로 원연·수화 간(기원전 8년) 무렵의 상황으로 여겨지며 18개 현을 두었다.
| 현명     | 한자     | 대략적 위치           | 비고 |
| -------- | -------- | --------------------- | --- |
| 강릉현   | 江陵縣   | 징저우시 장링 현      | 군 치소가 있다. 옛 초나라의 수도 영(郢)으로, 문왕이 단양에서 여기로 천도했다. 9세 후 평왕이 성을 쌓았고, 10세 후 진나라에 뺏겨 진(陳)으로 천도했다.                                                                     |
| 임저현   | 臨沮縣   | 이창시 위안안 현 북서 | 《우공》의 남조형산(南條荊山)이 북동쪽에 있어 장수(漳水)가 나와 동으로 강릉에 이르러 양수(陽水)로 들어가고, 양수는 면수로 들어가니, 600리를 간다. 응소에 따르면 저수는 한중군 방릉현에서 나와서 동으로 강수로 들어간다. |
| 이릉현   | 夷陵縣   | 이창시 동             | 도위의 치소가 있다. 응소에 따르면 이산(夷山)이 북서쪽에 있다. |
| 화용현   | 華容縣   | 첸장시 남서           | 운몽택(雲夢澤)이 남쪽에 있으니 형주수(荊州藪)다. 하수(夏水)가 강수에서 갈려나와 동으로 면수로 들어가니 500리를 간다. |
| 의성현   | 宜城縣   | 샹양시 이청 시 남     | 본래 이름이 언(鄢)이었던 것을, 혜제 3년(기원전 192년)에 고쳤다. |
| 영현     | 郢縣     | 징저우시 장링 현 북동 | 초나라의 별읍(別邑) 고영(故郢)으로, 초나라 서울 영(곧 한나라의 강릉현)과는 다른 곳이다. |
| 기현     | 邔縣     | 샹양시 이청 현 북     | 황극충의 후국이었다. |
| 당양현   | 當陽縣   | 징먼시 남             | |
| 중려현   | 中廬縣   | 샹양시 샹저우 구 남서 | |
| 지강현   | 枝江縣   | 이창시 즈장 시 북동   | 예전에 나(羅)나라가 있었다. 강타(江沱)가 서쪽에서 나와 동으로 도로 강수로 들어간다. |
| 양양현   | 襄陽縣   | 샹양시 샹저우 구      | 응소에 따르면 양수(襄水)의 북쪽[陽]이다. |
| 편현     | 編縣     | 징먼시 북             | 운몽궁(雲夢宮)이 있다. |
| 자귀현   | 秭歸縣   | 이창시 쯔구이 현      | 이 현의 귀향(歸鄕)에는 옛 귀(歸)나라가 있었다. |
| 이도     | 夷道     | 이창시                | 응소에 따르면 이수(夷水)가 무현에서 나와 동으로 강수로 들어간다. |
| 주릉현   | 州陵縣   | 징저우시 훙후 시 북동 | |
| 약현     | 若縣     | 샹양시 이청 시 남동   | 초나라 소왕이 오나라를 무서워해 도읍을 이곳으로 옮겼다가, 다시 영으로 돌아왔다. 《춘추좌씨전》에서는 약(鄀)이라고 한다.                                                                                                 |
| 무현     | 巫縣     | 충칭시 우산 현 북     | 이수가 동으로 이도에 이르러 강수로 들어가니, 남군·무릉 2군을 지나 540리를 간다. |
| 고성후국 | 高城侯國 | 징저우시 쑹쯔 시 남   | 위산(洈山)에서 위수(洈水)가 나와 동으로 요수(繇水)로 들어가고, 요수는 남으로 화용에 이르러 강수로 들어가니, 무릉·남 2군을 지나 500리를 간다.                                                                            |

## 신
왕망(王莽) 때는 남순(南順)이라고 하였으며, 또 다음 현의 이름을 고쳤다.
| 전한       | 신         |
| ---------- | ---------- |
| 강릉(江陵) | 강륙(江陸) |
| 이릉(夷陵) | 거리(居利) |
| 영(郢)     | 영정(郢亭) |
| 양양(襄陽) | 상양(相陽) |
| 편(編)     | 남순(南順) |
| 이도(夷道) | 강남(江南) |
| 주릉(州陵) | 강하(江夏) |
| 고성(高城) | 언정(言程) |

## 후한
후한시기엔 17성 162,570호 747,604명을 거느렸다. 후한말인 207년(후한 헌제 건안 13년), 형주를 점령한 조조가 남군북부와 남양군남부를 갈라내 양양군을, 지강현 이서지역을 임강군을 신설했다.
| 현명     | 한자     | 대략적 위치             | 비고                                                                            |
| -------- | -------- | ----------------------- | ------------------------------------------------------------------------------- |
| 강릉현   | 江陵縣   | 변화없음                |                                                                                 |
| 무현     | 巫縣     | 변화없음                | 207년 임강군으로 분리되었다.                                                    |
| 자귀현   | 秭歸縣   | 변화없음                | 207년 임강군으로 분리되었다.                                                    |
| 중로후국 | 中盧候國 | 변화없음                | 207년 양양군으로 분리되었다.                                                    |
| 편현     | 騙縣     | 변화없음                |                                                                                 |
| 당양현   | 當陽縣   | 변화없음                |                                                                                 |
| 화용후국 | 華容候國 | 변화없음                |                                                                                 |
| 양양현   | 襄陽縣   | 변화없음                | 207년 양양군으로 분리되었다.                                                    |
| 기후국   | 邔候國   | 변화없음                | 207년 양양군으로 분리되었다.                                                    |
| 의성후국 | 宜城候國 | 변화없음                | 207년 양양군으로 분리되었다. 촉한의 정치가였던 마량의 출생지이다.               |
| 약후국   | 鄀候國   | 변화없음                | 207년 양양군으로 분리되었다.                                                    |
| 임저후국 | 臨沮候國 | 변화없음                | 207년 양양군으로 분리되었다.                                                    |
| 지강후국 | 枝江候國 | 변화없음                |                                                                                 |
| 이릉현   | 夷陵縣   | 변화없음                | 207년 임강군으로 분리되었다.                                                    |
| 주릉현   | 州陵縣   | 변화없음                |                                                                                 |
| 항산현   | 很山縣   | 이창시 창양투자족자치현 | 본래 무릉군에 속했으나 후한시기 본군에 내속되었다. 207년 임강군으로 분리되었다. |

## 오, 서진
11현, 5만 5천 호를 거느렸다. 서진 무제 태강 원년(280년)에 이름을 일신(日新)군이라 고쳤으나, 원래대로 되돌렸다. 또한 일부지역이 남평군으로 분리되었다. 익주에서 거병한 이웅이 성한을 건국하자 군의 일부가 성도군으로 분리되었고 그 군에 영국(穎國)의 왕이 제후로 봉해졌다.
| 현명   | 한자   | 대략적 위치                                                                                  | 비고                                                                                         |
| ------ | ------ | -------------------------------------------------------------------------------------------- | -------------------------------------------------------------------------------------------- |
| 강릉현 | 江陵縣 |                                                                                              |                                                                                              |
| 편현   | 騙縣   |                                                                                              |                                                                                              |
| 당양현 | 當陽縣 |                                                                                              |                                                                                              |
| 화용현 | 華容縣 | 서진말기 성도군으로 분리되었고 성도군의 치소가 되었다. 영왕(穎王)의 치소 또한 본현에 있었다. | 서진말기 성도군으로 분리되었고 성도군의 치소가 되었다. 영왕(穎王)의 치소 또한 본현에 있었다. |
| 약현   | 鄀縣   |                                                                                              |                                                                                              |
| 지강현 | 枝江縣 | 이창시 즈장시 남 호가하(胡家河)일대                                                          | 동진 건무 원년(317년) 지금의 위치로 교치되었다.                                              |
| 정양현 | 旌陽縣 | 이창 시 당양 시 동남                                                                         |                                                                                              |
| 주릉현 | 州陵縣 | 셴닝시 자위현 동북 패주만진(簰洲灣鎭) 하신주촌(下新洲村) 일대                                | 서진말기 성도군으로 분리되었다.                                                              |
| 감리현 | 監利縣 | 징저우시 젠리현 애화촌(愛化村) 동북                                                          | 서진말기 성도군으로 분리되었다.                                                              |
| 송자현 | 松滋縣 | 징저우시 쑹쯔시 노성진(老城鎭)                                                               | 동진대에 하동군이 본현에 교치되었다.                                                         |
| 석수현 | 石首縣 | 징저우시 스서우시                                                                            | 280년(서진 무제 태강 원년) 신설되었다.                                                       |

## 남조
송나라 초기엔 9현을 통치했으나 439년(유송 문제 원가 16년) 감리현과 주릉현이 신설된 파릉군으로 이관되었고 정양현이 441년(유송 문제 원가 18년)지강현에 통폐합되면서 6현을 통치하게 되었다. 총 6현 14,544호 75,087명을 거느렸다.
| 현명   | 한자   | 대략적 위치   | 현급       | 비고 |
| ------ | ------ | ------------- | ---------- | --- |
| 강릉현 | 江陵縣 | 공상(公相)    | 공상(公相) | |
| 화용현 | 華容縣 | 공상(公相)    | 공상(公相) | |
| 당양현 | 當陽縣 | 이창시 당양시 | 남상(男相) | 420년(유송 무제 영초 원년) 징먼시 남쪽에서 지금의 위치로 교치되었다. |
| 임저현 | 臨沮縣 | 백상(伯相)    | 백상(伯相) | 447년(유송 문제 원가 24년), 임저현과 당양현의 남만들이 반란을 일으켜 임저현령 부승기(傅僧驥)를 생포했다. 이에 형주자사 남초왕(南譙王) 유의선(劉義宣)이 중병참군(中兵參軍) 왕심(王諶)을 파견해 토벌했다. |
| 편현   | 騙縣   | 남상(男相)    | 남상(男相) | |
| 지강현 | 枝江縣 | 후상(候相)    | 후상(候相) | 441년 정양현이 본현에 통폐합되었다. |

## 서위, 북주
554년(서위 효민제 3년), 후경의 난이후 옹주자사 악양왕 소찰이 반란을 일으켰고, 서위에게 병력을 대줄 것을 요청했다. 이에 서위는 우근, 우문호, 양충 등이 지휘하는 5만 병력을 형주일대에 보냈는데, 이들이 양나라의 군대를 격파하면서 남군을 비롯한 형주 300여개 성이 서위로 편입되었다.

## 수
수문제가 기존에 설치된 총관부를 폐지했고 587년(수문제 개황 7년), 강릉총관을 설치했다. 600년(수문제 개황 20년), 형주총관으로 바뀌었다. 수양제시기 군현제가 실시되면서 남군이 복구되었다. 11현 58,836호를 거느렸다.
| 현명   | 한자   | 대략적 위치                         | 비고 |
| ------ | ------ | ----------------------------------- | --- |
| 강릉현 | 江陵縣 | 징저우시 형주고성                   | |
| 장양현 | 長楊縣 | 이창시 창양투자족자치현             | 588년(수문제 개황 8년), 신설되어 목주(睦州)에 속했지만 597년 목주가 폐지되면서 본군의 속현이 되었다. 의양산(宜陽山)이 현내에 있었다. |
| 의창현 | 宜昌縣 | 이창시 쯔구이현 서남 삼두평(三頭坪) | 589년, 송주(松州)가 설치되면서 귀화현, 수릉현이 통폐합되었다. 591년 송주가 폐지되면서 본군에 내속되었고 의도현(宜都縣)이 통폐합되었다. 현내에 단산(丹山), 황우산(黃牛山)이 있었다. |
| 지강현 | 枝江縣 | 이창시 즈장시 남 호가하(胡家河)일대 | |
| 당양현 | 當陽縣 | 이창시 당양시                       | 북주시기 평주(平州)로 분리되어 장천군(漳川郡)과 안원군(安遠郡)의 2개군을 통치했다. 587년, 평주는 옥주(玉州로 개명되었고 589년 주가 폐지되면서 남군의 속현이 되었다. 598년, 양나라 때 설치된 안거현(安居縣)이 소구(昭丘縣)으로 개명되었다가 대업초 형태현(荊台縣)으로 개명되었다. 이 형태현은 대업연간에 통폐합되었다. 현내에 청계산(淸溪山)이 있었다. |
| 송자현 | 松滋縣 | 징저우시 숭쯔시 노성진              | |
| 강좌현 | 江左縣 |                                     | 본래 영가의 난이후 교치된 하동군이 있었지만 통일이후 폐지되었다. 현내에 잠수(涔水)가 흘렀다. |
| 장림현 | 長林縣 | 징먼시→징먼시 서북                  | 591년 장림현을 통폐합하면서 장녕현(長寧縣)에서 지금의 이름으로 개명되었고 징먼시에서 징먼시 서북으로 현의 치소가 옮겨졌다. |
| 공안현 | 公安縣 | 징저우시 궁안현                     | 589년 잔릉현(孱陵縣)과 영안현(永安縣)이 통폐합되었다. 현내에 황산(黃山), 영계수(靈溪水)가 있었다. |
| 안흥현 | 安興縣 | 징저우시 사스구 나장진(鑼場鎭) 동   | 591년 광목현(廣牧縣)에 안흥현이 통폐합되었고 인수초에 지금의 이름으로 바뀌었다. 대업초 정양현(定襄縣)이 통폐합되었다. |
| 자릉현 | 紫陵縣 | 징저우시 사스구 신태촌(新台村) 동북 | 현성 남쪽면에 양나라가 도주(都州)와 운택현(雲澤縣)을 신설했다. 대업초기 도주, 운택현을 폐지하면서 남군의 속현이 되었다. 현내에 협석산(硤石山)이 있었다. |

## 장관

### 전한

#### 남군수
- 강(强, 기원전 200년 당시)[17]

#### 남군태수
- 이상(李尙, ? ~ 기원전 12년)
- 소육(애제 시기)
- 무장륭(기원전 2년? 1년? ~ 기원전 1년[18])
- 신백(辛伯, ? ~ 3년)
- 적선(평제 시기?)
- 곽흠(평제 시기 ~ 거섭 연간)

### 후한
- 유륭(35년 ~ ?)
- 법웅(영초 연간)
- 잠예(岑豫): 잠질의 아버지로, 탐욕을 부려 주살되었다.
- 이숙(李肅, ? ~ 162년): 횡령을 일삼고, 오랑캐의 침입에 맞서싸우지 않고 달아난 죄로 기시되었다.[19]